# 正木時茂 (里見義頼子)
正木 時茂（まさき ときしげ）は、安土桃山時代から江戸時代初期にかけての武将。里見氏の家臣。里見義頼の次男。母は正木時茂（正木時綱の子）の娘。初名は「時堯」だったとされているが、確実な根拠はない。

## 生涯
天正4年（1576年） 、里見氏第7代当主・里見義頼の次男として生まれる。
天正9年（1581年）、大多喜城主正木憲時が謀反を起こして討たれると、里見氏を軍事面で支えてきた正木氏本宗家の消滅は里見氏自身にとっても大きな損失のため、里見義頼は次男の別当丸に正木氏の名跡を継がせて正木氏の実力をそのまま里見氏内部に取り込もうとした。正木時茂と同名を名乗ることで、内外に聞こえた正木時茂の遺跡を継承した人物として、自身を位置付ける意味があったのではないかと思われる。
天正18年（1590年）、兄である里見義康が上総国を没収されると安房に移住。8000石を与えられ、里見家筆頭重臣となる。慶長8年（1603年）に義康が死去すると、甥の里見忠義に仕え、館山藩の藩政を補佐した。
慶長19年（1614年）、大久保忠隣失脚に連座して里見忠義が安房国を没収される処分を受け、伯耆国倉吉藩に移される（事実上の配流とされる）。時茂はこの1年前から駿府に滞在しており（徳川家康に呼び出されていたとされる）、倉吉に向かう忠義一行が途中駿府に立ち寄った際に合流している。しかし、大坂の陣終了後、再び時茂のみが家康に駿府に呼び戻され、家康死後の元和3年（1617年）、今度は徳川秀忠の命によって、江戸の桜田に住まわされた。江戸城中はもとより他の旗本衆への出入りも許されなかった。
元和8年（1622年）、忠義の死去により倉吉藩が無嗣改易されると、幕命により鳥取藩の池田光政のもとに罪人としてお預けの身となった。上野大蔵は正木康長への手紙で時茂が池田家の家老衆から大層懇意にされたと伝えている。毎年合力米として2000俵が給付されたという。
寛永7年（1630年）6月20日、預かりの身のまま同地で病死。墓所は倉吉の大岳院で、主君里見忠義の墓の傍らに葬られている。
大変な怪力の持ち主で、鳥取藩で相撲の技を見せて大いに賞せられたという伝説がある。『 里見代々記』によれば神子上典膳と一騎討ちして引き分けた腕をもつ。

## 末裔
長男の甚十郎が跡目を継ぎ、寛永9年（1632年）6月に池田光政が岡山に移封されるとこれに従っている。正木家は預かりの身のままであったが、寛文元年（1661年）12月、諸大名へお預け処分となっていた改易諸藩の旧家臣が赦免された際、正木家の子孫（時茂の孫たち）は岡山藩の正式な家臣となった。